# Erlenbach am Main
Pour les articles homonymes, voir Erlenbach.
Erlenbach am Main est une ville de Bavière (Allemagne), située dans l'arrondissement de Miltenberg, dans le district de Basse-Franconie.

## Personnalités liées à la ville
- Adolf Bayersdorfer (1842-1901), historien né à Erlenbach am Main.
- Oskar Rummel (1921-2002), homme politique né à Erlenbach am Main.